# Wilhelmina von Bremen
Wilhelmina von Bremen (ur. 13 sierpnia 1909 w San Francisco, zm. 23 lipca 1976 w Alamedzie) – amerykańska lekkoatletka specjalizująca się w biegach sprinterskich, dwukrotna medalistka igrzysk olimpijskich w Los Angeles w 1932 roku (złota w sztafecie 4 × 100 metrów oraz brązowa w biegu na 100 metrów). W 1933 zdobyła tytuł Miss California. Po ślubie nosiła nazwisko Billie Asch.

## Finały olimpijskie
- 1932 – Los Angeles, sztafeta 4 × 100 metrów – złoty medal
- 1932 – Los Angeles, bieg na 100 metrów – brązowy medal

## Rekordy życiowe
- bieg na 100 m – 12,0 – 1932